# Contea di Moree Plains
La contea di Moree Plains è una Local Government Area che si trova nel Nuovo Galles del Sud. Essa si estende su una superficie di 17.928 chilometri quadrati e ha una popolazione di 14.425 abitanti. La sede del consiglio si trova a Moree.